# John H. Weeks
John Henry Weeks (* 1861 in Camberwell; † 24. Dezember 1924 in London) war ein britischer Missionar, Anthropologe und Afrikaforscher. Von 1882 bis 1912 hielt er sich im  Kongo auf.
Weeks gehörte der Baptistenmission an und kam nur zwei Jahre nach Henry Morton Stanley im Gebiet des Kongo an, woraus später der Kongo-Freistaat wurde.
In den achtziger Jahren lebte er in San Salvador (M’banza Kongo), in dem Teil des Gebietes, der später zu Portugiesisch-Kongo gehörte, und in Matadi. Später wurde er nach Monsembe und Wathén entsandt.
Weeks war korrespondierendes Mitglied des Anthropologischen Instituts und der Folk-Lore Society.
Er ist ein wichtiger Zeitzeuge und Chronist der Vorgänge von Stanley-Pool und der kolonialen Ausbeutung durch die Belgier unter König Leopold II.
Sein Hauptwerk Among Congo Cannibals (dt. unter dem Titel „Dreißig Jahre am Kongo“) schildert seine Abenteuer, Erfahrungen und Eindrücke inmitten der Boloki und anderen Kongo-Stämmen und beschreibt Eigenarten, Bräuche, Religion und Gesetze.
Auch seine Werke über die Bakongo vom unteren Kongo sowie die Bangala gelten als ethnologischer Klassiker.

## Zitate
„Als Engländer und Christen konnten wir es nicht ruhig mit ansehen, wie diese Eingeborenen unterdrückt und langsam zu Tode gequält wurden, nur damit eine bestimmte Clique schneller in den Besitz der ersehnten Reichtümer gelangte.“

„Was der Kongo braucht, ist eine Regierung, die nicht danach trachtet, sich zu bereichern, sondern die das Wohl seiner Bewohner ins Auge faßt, damit sie in späteren Zeiten die Regierung selbst als Segen empfinden lernen.“

## Werke
- Miketo mia bikulu bitanu (Boloki für: „Die Sitten der fünf Länder“) Baptist Missionary Society (BMS), Monsembe 1899.
- Anthropological Notes on the Bangala of the Upper Congo River. In: The Journal of the Royal Anthropological Institute of Great Britain and Ireland, 1909–1911.
- Among the Primitive Bakongo. A Record of Thirty Years Close Intercourse with the Bakongo and Other Tribes of Eqiotorial Africa, with a Description of Their Habits, Customs & Religious Beliefs. Seeley Service & Co., London 1914 (auch: J. B. Lippincott Company, Philadelphia 1914; erste Ausgabe in den USA).
- Among Congo Cannibals. Seeley, Service & Co. Limited Publishing House, London 1913.
- Dreißig Jahre am Kongo. Sitten und Gebräuche der Kongoneger. Deutsche Bearbeitung von Anna Gräfin von Zech (A. Helms). Ferdinand Hirt. Königliche Universitäts- und Verlagsbuchhandlung, Breslau 1914.
- A Congo Pathfinder – W. Holman Bentley Among African Savages. London Religious Tract Society, London o. J. [1914].